# Meisenier
Het meisenierschap is een historisch erfelijk juridisch statuut of beroep, bekend uit het Hertogdom Brabant en de Heerlijkheid Grimbergen, de huidige provincie Vlaams-Brabant. Aan het statuut van de meisenier waren een aantal privileges verbonden, vergelijkbaar met die van de Sint-Pietermannen uit Leuven of die verleend aan de poorters van een stad, de laatste groepen hadden echter andere taken. Meiseniers kregen de rechten en vrijheden als beloning voor het aangaan van de verplichting militaire diensten aan de hertog te verlenen in geval van oorlog. Meiseniers waren vaak afstammelingen van in oude tijden vrijgemaakte lijfeigenen. Zij genoten bepaalde rechten en vrijheden. Zowel mannen als vrouwen konden meisenier zijn. Er zijn vele duizenden meiseniersregistraties bewaard gebleven.

## Voorrechten en plichten
Het ontstaan van het beroep moet gezocht worden in de materiële steun die de Brabantse hertog nodig had bij het voeren van militaire expedities. Aangenomen wordt dat meiseniers kunnen worden beschouwd als landlieden die, in ruil voor bepaalde voorrechten, in (militaire) dienst stonden van een heer. In 1256 werd tussen de heren van Grimberg enerzijds en Hendrik III, Hertog van Brabant anderzijds een charter opgemaakt waar het begrip meyssioniermannen des hertoghs in voorkomt. In 1292 werd op St Ambrosiusdag (4 april) een charter opgemaakt door de beide heren van Grimbergen om een einde te maken aan twisten die er zouden zijn geweest over de inhoud van de privileges. Hierin werd bepaald welke rechten hun meiseniers genoten. De charters werden enkele malen herbevestigd.
De voornaamste voorrechten van een meisenier omvattenː
- vrijstelling van tol over het hele Hertogdom Brabant,
- vrijstelling van de dode hand, oftewel vrijstelling van successierechten bij het overlijden van een familielid,
- vrijstelling van karweien tegenover de heer
- het recht om enkel door een Brabantse schepenbank gevonnist te worden, onafhankelijk van de plaats waar de misdaad begaan zou zijn.
- De Heren van Grimbergen konden gratie verlenen aan hun meiseniers als de meisenier bereid was een genoegdoening aan de familie van een slachtoffer te betalen.

## Registratie
Een meisenier moest zich laten registreren, daarvoor was nodig dat de persoon kon bewijzen meiseniersrechten te hebben. Hij diende zich in het bijzijn van minstens twee verwante meiseniers als getuigen (de zogenaamde "stravers") door middel van een schepenakte laten registreren. De stravers hadden als taak de afstamming uit 'meiseniersbloed' te attesteren. Zowel een afstamming langs vaderszijde als langs moederszijde werd aanvaard. Bij deze registratie werd een attest of meiseniersbrief verleend, die in hoofdzaak uitgevaardigd werd door de schepenbank van Grimbergen of Buggenhout en die van het Kasteel van Gaasbeek.
Hoewel het statuut veel ouder is, stammen de bewaarde meiseniersbrieven voornamelijk uit de periode 1500-1795, er zijn minstens 10.000 registraties bewaard gebleven. De voorrechten van de meiseniers bleven in voege tot het einde van de 18de eeuw, dat wil zeggen tot het einde van het ancien régime door de annexatie van het hertogdom bij de Franse republiek.

## Genealogisch onderzoek
De attesten zijn van uitzonderlijk belang voor genealogisch onderzoek in het westen van Vlaams-Brabant. Deze meiseniersbrieven werden in 1957 en in 1998 gepubliceerd met als titel: "Van Meiseniersbloed".

## Etymologie
Men veronderstelt dat meisenier afgeleid is van mansionarius, de houder van een mansus, oorspronkelijk een grondstuk met een oppervlakte van twaalf bunder. De gelijkenis met de naam van de gemeente Meise is toevallig en een etymologische link daarmee is fictief.
De meisenier werd aanvankelijk onderscheiden van de "kossaat" (mogelijk verband met Oudgermaans kot-zate, "hut-hoeve"), waarmee een kleinere boer bedoeld wordt, in sommige delen van Brabant tevens bezitter van een werkpaard.
Tegen het einde van het Ancien Régime had het statuut veel van zijn oorspronkelijke betekenis verloren. Toch bleven afstammelingen zich vanwege het prestigieus karakter ervan registreren als meisenier (tot aan het begin van de Franse Tijd in België). Ook bleef het begrip bij veel betrokken families tot op vandaag bekend.